# 全国公共广播电台
全国公共广播电台（英語：National Public Radio）是美國一家获公众赞助及部分政府资助、但独立运作的非商业性媒體機構，成立於1970年2月24日，開播於1971年4月。它的总部位于华盛顿哥伦比亚特区，西部总部位于卡尔弗城。与其它非營利媒体机构如美联社不同的是它是通过议会法案设立的。大多数它的成员广播站由非營利組織如公费学校管理机构、学院和大学运行。其以廣播聯賣的方式為全美一千多間公共廣播電台提供節目。
全国公共广播电台的节目以新闻、综述、采访为主，也有一些音乐、脱口秀等文化、娱乐节目。2009年时，听众数目已超过2000万人。电台的旗舰节目是两个听众高峰时间的新闻广播：《晨间新闻》和下午的《万事皆晓》。大多数全国公共广播电台成员电台播送这两个节目，它们是美国听众数目最高的广播节目之一。每周这两个节目吸引1490和1470万听众。
全国公共广播电台管理公共广播卫星系统，这个系统负责分发全国公共广播电台的节目，它也帮助分发其它独立发行人和网络如美国公共传媒和公共广播交流机构的节目，同时它也是紧急警报系统的首要连入点。全国公共广播电台的节目也可以在网上和通过移动网络获取，许多节目也可以通过播客收听。一些全国公共广播电台的广播站也播送英國廣播公司國際頻道的节目。

## 名称
组织的名称是全国公共广播电台，它的商标是NPR。这两个名称都有使用。2010年6月该组织宣布它“特意努力把自己称为NPR广播和网上NPR”，原因是因为NPR是组织最普及的名称，“这里是NPR”是该广播电台多年使用的标语但是从1970年开始使用的全国公共广播电台依然是组织的法律名称。

## 历史

### 1970年代
1970年2月26日按照1967年公共广播法案，全国公共广播电台取代国家教育电台网络。美国第36任总统林登·约翰逊签署这个法案，设立公共广播公司以及公共广播电视公司。林登·约翰逊首先设立了一个公共广播公司委员会，这个委员会建立了一个董事会，伯纳德·梅斯任其主席。
董事会聘任了全国公共广播电台的首任主席，当时全国公共广播电台有30名职工，90个地区广播站是其成员，在华盛顿特区它有自己的制作室。
1971年4月20日全国公共广播电台播送其第一次广播节目，节目的内容是美国参议院听取当时正在进行的越南战争的情况。1971年5月3日下午顶峰时期新闻广播《万事皆晓》首次播出。到1977年为止全国公共广播电台主要是一个节目制作和分发组织。1977年它与公共广播电台协会合并。1979年《晨间新闻》首次播出。

### 1980年代
全国公共广播电台试图扩展其节目服务，导致1983年损失700万美元，使得它几乎濒临破产。国会对此事件进行调查，当时的组织总裁辞职后，公共广播公司给全国公共广播电台贷款才避免它破产。贷款的条件是每年公共广播公司支付的钱被分给各成员电台，而成员电台则向全国公共广播电台订节目。全国公共广播电台还同意把它的卫星服务转化成一个公司，使得非全国公共广播电台节目也能够在全国播放。全国公共广播电台花了三年时间把债还清。

### 1990年代
1994年1月德拉诺·李维斯称为全国公共广播电台总裁。1998年李维斯辞职。其中3400万美元被存入基金。

### 2000年代

1998至2024年的logo

全国公共广播电台花1300万美元设立面积2300平方米大的美國西岸制作设施，2002年11月该设施在洛杉矶县卡尔弗城开始启用。90名职员可以在这个设施里工作，它可以扩展它的制作能力，改善全国公共广播电台在美国西部的覆盖范围，而且假如在华盛顿特区发生灾难性破坏的话它可以保证全国公共广播电台可以继续播送。
2003年11月麦当劳创办人雷·克罗克的妻子瓊·克洛克向全国公共广播电台捐赠2.35亿美元。这是向文化设施捐赠的最高的款项。
通过克洛克的捐赠2004年全国公共广播电台的支出上升50%到1.53亿美元。全国公共广播电台的基金在获得捐款前为3500万美元。全国公共广播电台使用基金的利息扩展它的职员数量以及降低一些成员的成员费。2005年的支出约为1.2亿美元。
2005年全国公共广播电台及其成员电台创办了170多个节目。到当年11月为止用户从全国公共广播电台和其它公共广播网站上共下载500万次。10年后的2015年3月用户仅从全国公共广播电台下载播客9400万次。有些节目经常在iTunes上排名领先。
2008年12月10日全国公共广播电台宣布将裁员7%并停止两个节目。全国公共广播电台说原因是经济大衰退后签署合同的数量骤减。
2008年秋全国公共广播电台的节目每周创纪录达听众2750万人。所有全国公共广播电台成员电台一起达到3270万听众。
2008年3月当时的全国公共广播电台总裁辞职，原因是他对组织发展方向与理事会意见不一，他们尤其对他通过“克扣”对成员电台的经济资助向新媒体发展不满。
2009年捐款占全国公共广播电台支出的26%。

### 2010年代

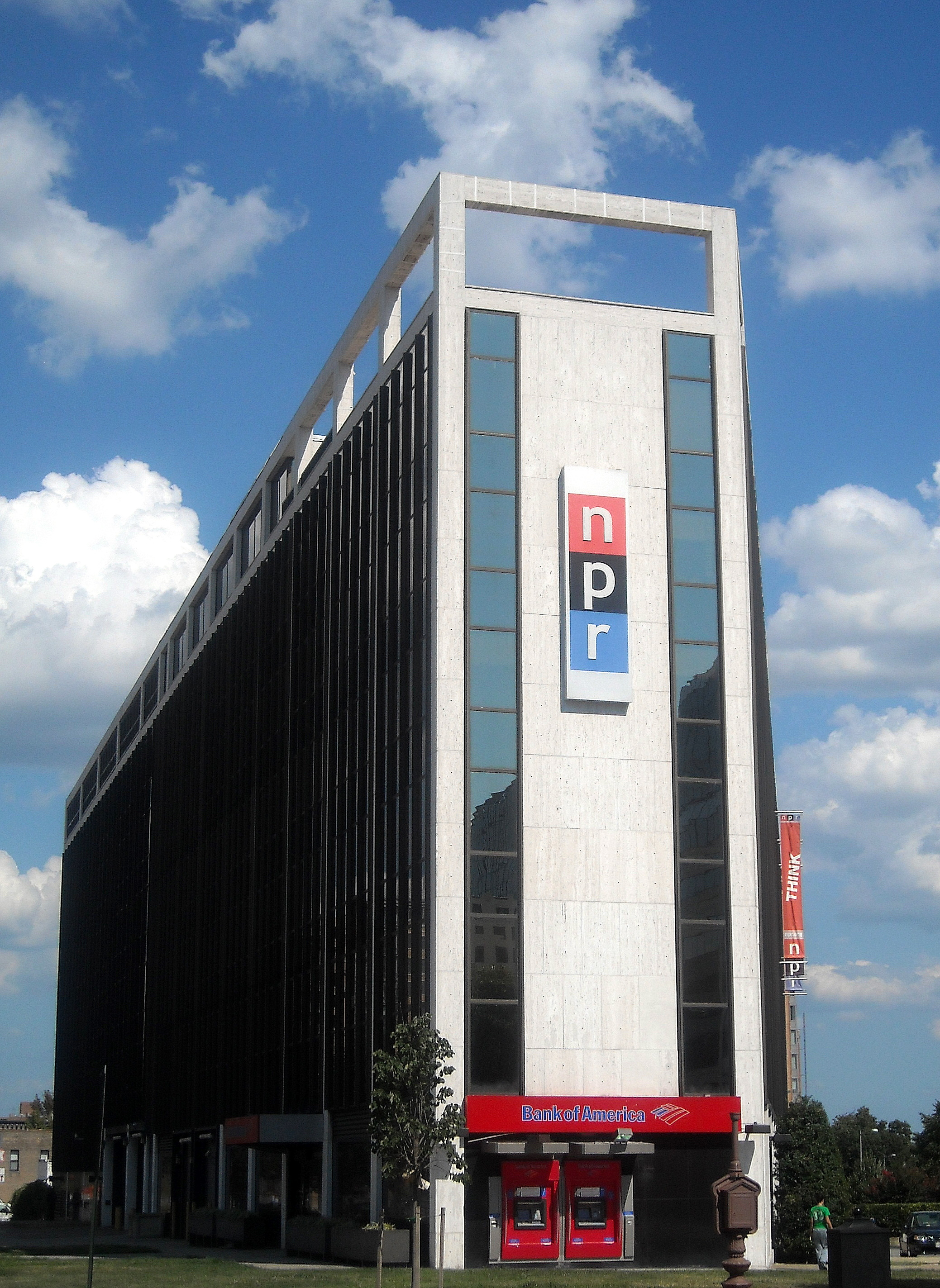
位於美國首都華府麻薩諸塞大道635號的NPR舊總部，於2013年拆除

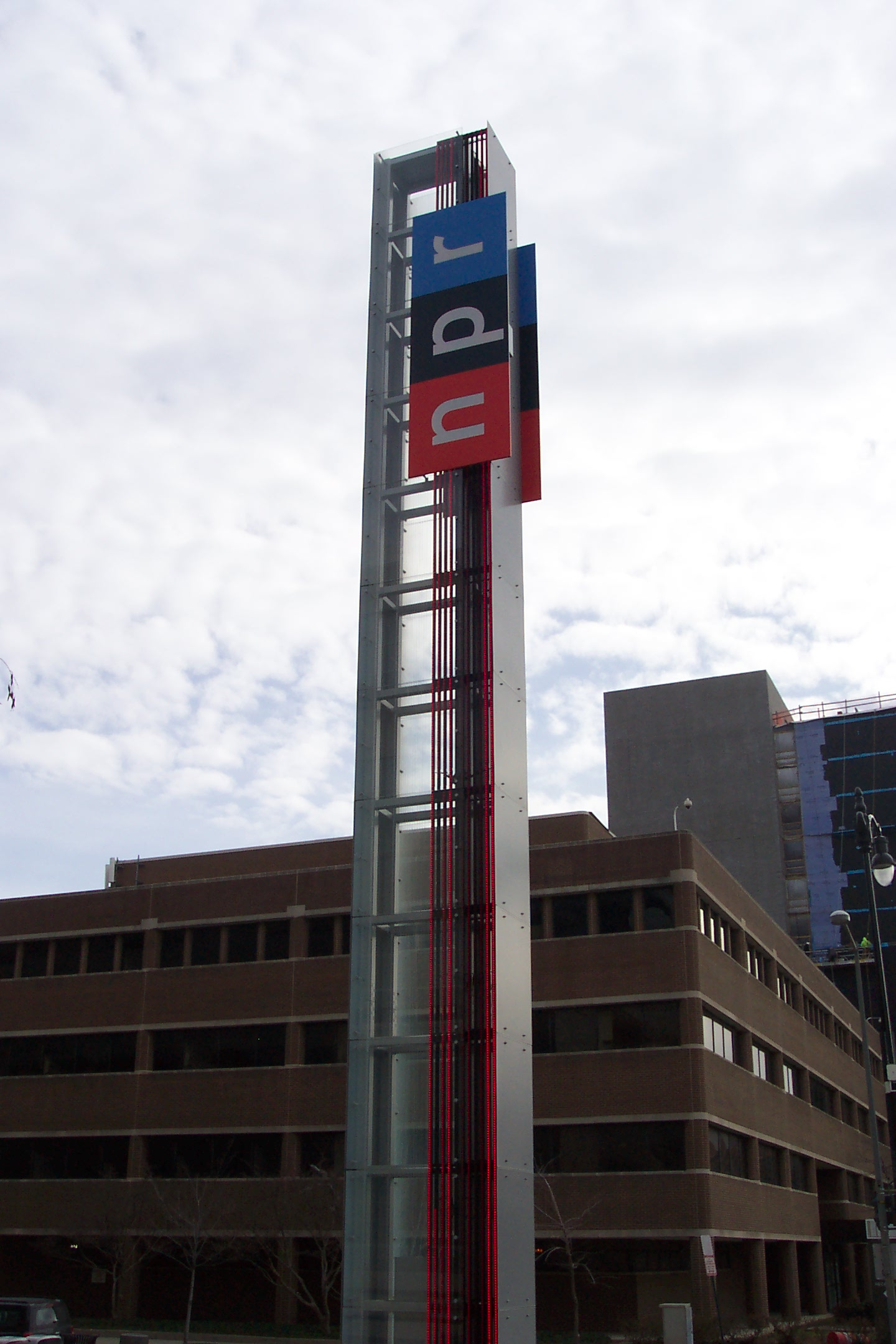
全国公共广播电台新总部

2010年10月全国公共广播电台获得開放社會基金會180万美元赞助。捐助的目的是让全国公共广播电台成员电台到2013年为止在美国所有50各州添加至少100名记者。開放社會基金會此前就向全国公共广播电台捐款过，但是没有要求提名。
2013年4月全国公共广播电台的总部迁到新址。《周六周末新闻》是第一个在新总部制作的节目。《晨间新闻》是最后一个搬到新址的节目。
2013年9月组织相840名全职或兼职职员中的一部分提供自愿退休的可能，目的是将职员数量减少10%，使得组织到2015年財政年度能够达到收支平衡。
2018年12月华盛顿邮报报道全国公共广播电台20到22%的职工是临时工，与此相比營利广播电台一般临时工比例为5%。一些临时工对报纸说这个系统是“剥削”，但是全国公共广播电台说这个系统的目的是使得全国公共广播电台成为一个“创新和灵活的媒体公司”。
2018年12月全国公共广播电台引入一个新的播客分析技术，它取名为远程声频数据。据开发者说“这个技术可以让播客程序直接把收听指标分享给播放站，同时特别注意和遵守用户的隐私权。”

## 管理
全国公共广播电台是一个成员组织。成员电台必须是非營利或者非營利教育广播电台，必须至少有5名全职职业职员，必须每天至少播送18小时，而且节目不仅仅是宗教电台或者用来给遙距教育使用的。在每年的全国公共广播电台理事会议上每个成员电台有一票，由他们派出的电台代表投票。
成员选举一理事会来监督日常操作以及准备预算。过去理事会由10名电台代表、5名公众成员以及全国公共广播电台基金会主席组成。2015年11月2日全国公共广播电台成员批准修改全国公共广播电台章程，把理事会扩展到23名理事，其中12名是全国公共广播电台成员电台代表，由其成员大会选举而出，9名公众成员，他们是由理事会从出名公众人员中选举的，需要获得全国公共广播电台成员电台的批准，此外全国公共广播电台基金会主席，全国公共广播电台总裁和首席执行官。理事的任期为3年，每年会有一部分理事被重选。
按照全国公共广播电台理事会签署的组织的目的在于：
- 提供符合和反应最高广播新闻标准的独特每日节目
- 特殊报道公共事件、问题和主意，获取和制作特殊公共事件节目
- 获取和制作可以在各个广播站分别播放的文化节目
- 通过与成员公共广播站的合作项目为城市、大学和农村地区提供知识和文化资源
- 为特殊人群（比如成人教育等）制作和发播节目，这些节目可能满足个别地区或人群的需要，但是不必拥有一般国家级的重要性
- 与其它广播公司建立节目交换关系
- 生产尤其可以促进广播的艺术和技术可能性的产品[33]

全国公共广播电台公众编辑的任务是对听众询问、评论和批评做出反应。这个职务直接向全国公共广播电台总裁和首席执行官报告。

## 资金来源

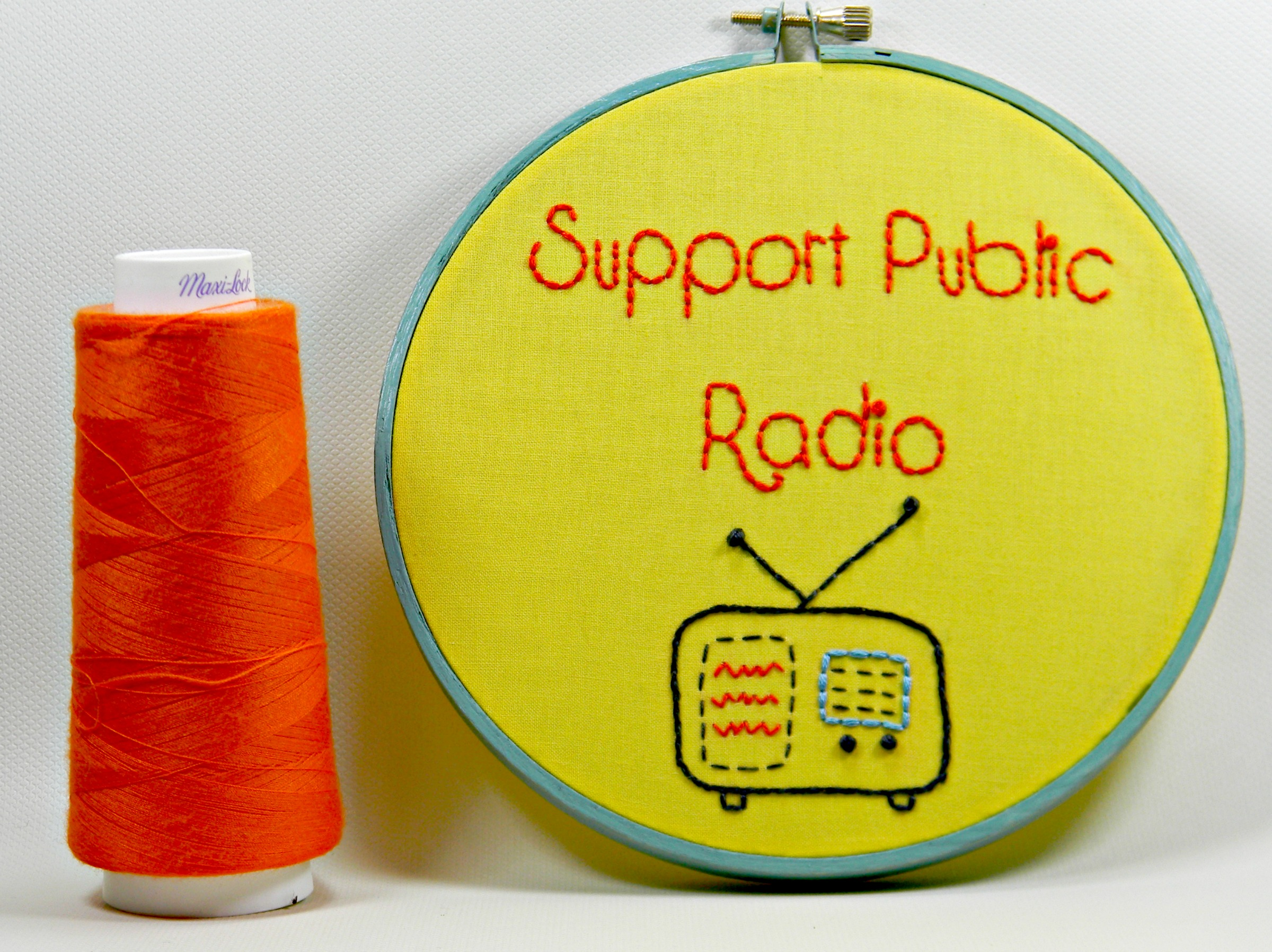
这个自做的艺术品目的在于表达公共资助的国家公共广播电台的重要性

2020年全国公共广播电台发表的2021年财政年度预算为2.5亿美元，比上一年降低2500万美元，原因是COVID-19的冲击。其中2.4亿美元是运作经费，加上还债的钱以及资本成本，总共年亏损约400万美元。

### 2000年前
1970和80年代里全国公共广播电台的主要经费来自于联邦政府。1980年代里里根政府试图完全取消对全国公共广播电台的政府资助，但是1983年的经费危机使得全国公共广播电台不得不采取立即行动改变自己的经费来源。

### 2000年后
根据公共广播公司的数据2009年所有公共广播电台合计经费中11.3%来自联邦经费，其中之一来源是通过公共广播公司。2012年10.9%的公共电台经费来自联邦。
2010年全国公共广播电台总经费1.8亿美元，其中大部分经费来自节目收款、基金会的拨款、营收和赞助。据2009年的财政报告全国公共广播电台50%的经费来源于向成员电台收的节目和分播费用。一般全国公共广播电台成员电台的经费来自播送时的捐款呼吁、州和地方政府的经费、公司广告合同、教育设施的经费以及联邦政府资助的公共广播公司。2009年成员电台6%的经费来自联邦、州和地方政府资助、10%来自公共广播公司、14%来自大学。全国公共广播电台本身最然不获得任何联邦资助，但是它获得少许公共广播公司的竞争捐助和教育部和经济部等联邦设施的捐助。这些联邦经费占总经费的2%。
2011年全国公共广播电台宣布其自己的网上广告网络启用。成员电台可以通过这个网络做地理确定的目標式廣告，来吸引他们地区上无法吸引的国家性的捐赠。为电台打开新的捐款资源。
从2013年开始全国公共广播电台在它的网站上做混合式的原生廣告和横幅式广告，这个广告非常显眼地放在页面上方。合作伙伴是Squarespace。
2014年全国公共广播电台宣布要提高其经费，方法是让更多全国公共广播电台认为与它的听众比较有关的商标与全国公共广播电台签署广告合同，并且提高广告费。
2018年9月30日结束的财政年度里全国公共广播电台的总运行经费为2.35亿美元。2019年9月上升的2.59亿美元。

### 广告合同对营利广告
与商業廣播不同的全国公共广播电台没有传统的广告，但是它播送短暂的主要赞助者的广告，这些广告包括廣告標語、产品和服务描述以及电邮地址和电话号码等联系方式。这样的合同广告与一般的广告不同，它们除了要遵守商品虛偽標示法规外还要遵守特殊的规则。它们也不能推销營利设施的产品或者“促进其商品和服务”。这些限制仅针对广播，不针对全国公共广播电台的数据平台。2009年3月当时的全国公共广播电台总裁在美国国家记者俱乐部回答在萧条时期合同广告收入和基金会捐赠的情况时说：“合同数量下降，对所有人来说都下降；对我们大多数人来说这个领域在下降，合同、广告，不论你怎么叫它；整个媒体行业都这样。”这段采访在C-SPAN播出。全国公共广播电台的一个部落格网站的办理人说他们的网站的确与其它商业电台一样出售广告。他们说：“它们不完全是广告，但是让我们这么说吧，它们有许多同样的特征。”

## 听众
2014年皮尤研究中心报道说全国公共广播电台的听众信任度与CNN、NBC和ABC类似。2005年哈里斯电话民意调查数据说全国公共广播电台是美国最被信任的新闻来源。
据2009年全国公共广播电台统计数据每周有2090万听众收听全国公共广播电台节目。2017年全国公共广播电台的每周听众数达到3020万人。据2015年统计全国公共广播电台87%的地面广播听众以及67%的播客听众是白人。据皮尤研究中心2012年新闻消费民意调查全国公共广播电台听众的教育水平高，54%的长时间听众拥有大学学位，21%的听众上过大学。听众的性别比例几乎与美国人口的比例完全一致（49%男性，51女性）。全国公共广播电台听众的收入比美国平均收入高（2012年皮尤研究中学的数据里43%在7.5万美元年收入以上，27%在7.5到3万之间）。此外皮尤研究中心的调查还发现全国公共广播电台的听众趋向于民主党（17%共和党、37%不确定、43%民主党）和政治上比较温和（21%保守、39%温和、36%开放）。
全国公共广播电台的广播电台一般都加入尼尔森评级服务，但是在被发表的评级和排名中不加入它们。比如全国公共广播电台不被列入广告公司用来做媒体计划时使用的数据。而全国公共广播电台听众的统计数据则很容易被看到。据2017年数据全国公共广播电台最受欢迎的节目《晨间新闻》每周吸引1463万听众，下午的《万事皆晓》有1460万听众。

## 数字媒体
1999年全国公共广播电台创办了一个独立的營利公司，这是它介入数字媒体的开始。2004年6月这个公司被卖给国际公众电台，成为一个非營利公司。到2008年7月该公司有“170个广告合作公司，与325个公共广播电台和电视台”合作。该月末全国公共广播电台从国际公众电台把它买回来。2011年3月全国公共广播电台宣布将重组把该公司改为全国公共广播电台数据服务，这个部门与全国公共广播电台在华盛顿的数据媒体完全分开，华盛顿的部分重点在于全国公共广播电台商标的服务。全国公共广播电台的数据服务将继续向公共电视台提供其服务。
全国公共广播电台数字新闻服务系统基于开源内容管理系统Drupal。

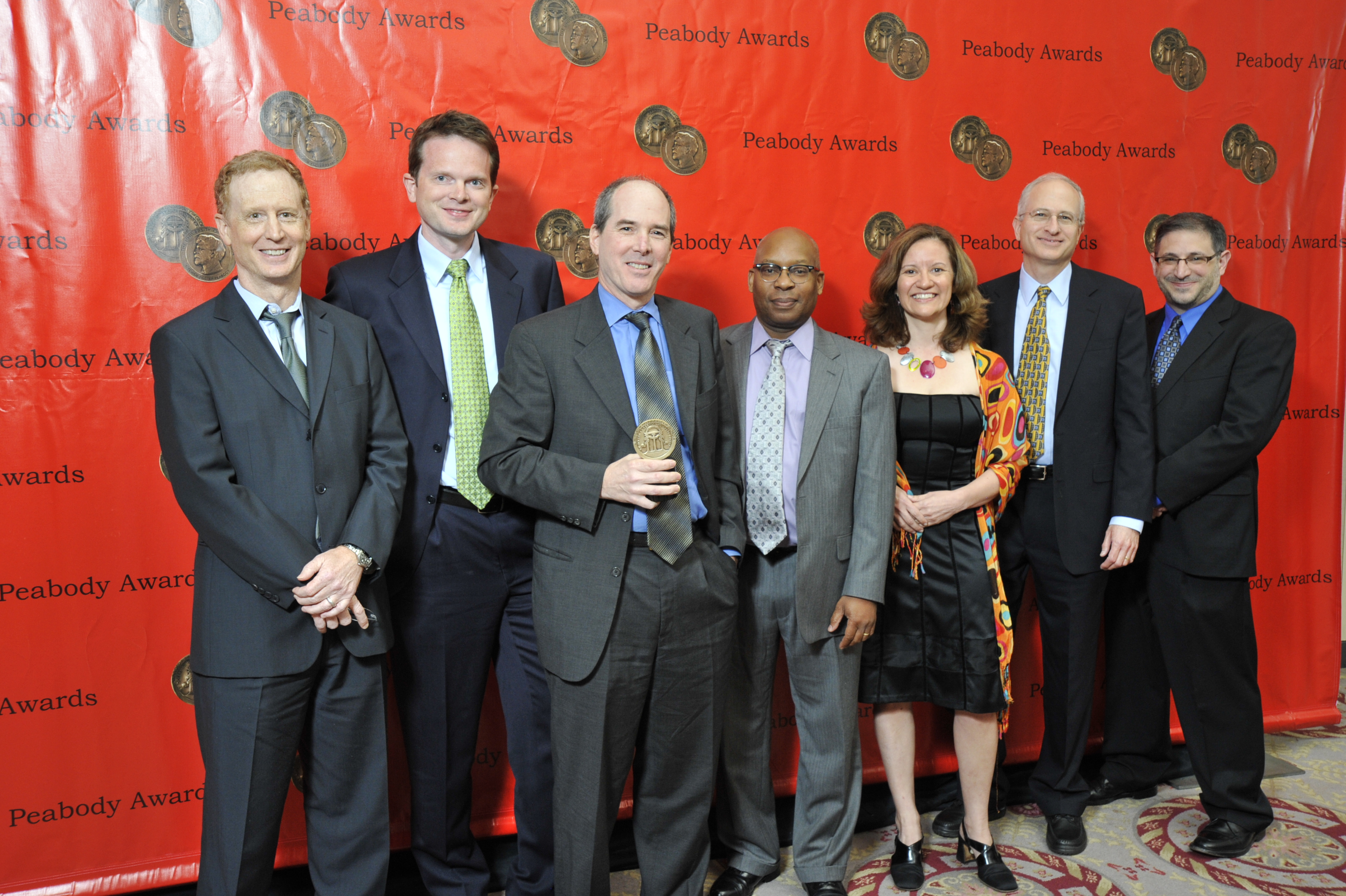
npr.org小组人员在第69届皮博迪授奖仪式上

全国公共广播电台采纳Twitter微博客服务作为其主要信息传播媒体，因此被说成“针对Twitter代的人”。全国公共广播电台的Twitter追随者大多数（67%）也收听全国公共广播电台的电台。在一次获得上万反馈的民意调查中全国公共广播电台发现它的Twitter追随者比较年轻，比较更多接触社群网络，比较喜欢其获得皮博迪獎的网站npr.org这样的数字平台，他们也比较喜欢使用播客、流動應用程式等等。全国公共广播电台有多个Twitter账号，调查发现大多数追随者追随2到5个账号，包括内容账号、节目的特有账号和播音员的账号。全国公共广播电台的Facebook页面是它入步社群媒体的前锋。这个页面是一名大学学生和粉丝2008年开办的，很快被全国公共广播电台接纳，在两年内获得了近400万粉丝，成为全国公共广播电台面向年轻听众的新焦点。全国公共广播电台也有一个YouTube频道，里面常有关于新闻和信息主题的视频。
2018年5月由全国公共广播电台为首的一个合作收购了一个播客流动应用程序。

### NPR One
2014年7月全国公共广播电台引入了为iOS和Android智能手机以及其它移动设备开发的引动应用程序NPR One。这个程序的任务是让听众可以更方便地即时收听当地全国公共广播电台广播、收听全国公共广播电台播客以及提供便利搜寻。引入后全国公共广播电台使得这个程序在其它设备上也能被使用：Windows Mobile设备、网页浏览器、Chromecast、苹果汽车系统、Apple Watch、Android Auto、Wear OS、三星Gear、Amazon Fire TV和Amazon Alexa。《纽约时报》把NPR One列入2016年最佳移动应用程序之一。

## 节目

### 全国公共广播电台制作的节目

#### 新闻和公共事务节目

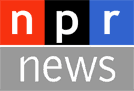
全国公共广播电台新闻标志

全国公共广播电台制作一个早上和一个傍晚新闻节目，它们各自还有周末版和不同的主持人。此外它还制作整天每小时的新闻报道。
- 万事皆晓，傍晚新闻节目，张爱莎等主持
  - 万事皆晓周末版
- 晨间新闻，
  - 周末版
- Here and Now，午间新闻节目

#### 故事和文化节目
- Ask Me Another，日常问题测验节目（已停止）
- Invisibilia
- TED Radio Hour
- Wait Wait... Don't Tell Me!

#### 播客
- All Songs Considered，音乐播客
- Alt.Latino，拉丁艺术和文化播客
- Radio Ambulante，西班牙语播客，主要内容是拉丁美洲新闻
- El Hilo，Radio Ambulante的衍生，主要内容是新闻
- Code Switch，内容是人种和身份
- Consider This，周一到周六的播客
- Embedded
- How I Built This，创业人播客
- 全国公共广播电台政治播客
- 全国公共广播电台即时新闻，每小时更新的5分钟新闻播客
- Planet Money，经济播客
- Pop Culture Happy Hour，文化播客
- Rough Translation，一个报道世界各地对美国有关的事件的播客[64]
- Short Wave，每日科学播客
- Throughline，历史内容播客
- Up First，周一到周六的晨间新闻播客

#### 音乐节目
- First Listen，唱片预览
- Jazz Night In America
- Songs We Love
- The Thistle & Shamrock
- Tiny Desk Concerts，音乐会视频系列

### 全国公共广播电台分播的节目

#### 新闻和公共事务
- 1A，公共事务圆桌节目
- Fresh Air，采访文化新闻制作者
- Latino USA，拉丁事务
- Youth Radio，年轻人讲的故事

#### 故事和文化
- The Big Listen，关于播客的广播节目[65]
- Bullseye with Jesse Thorn
- Car Talk，幽默的汽车节目（2017年9月停播[66]）
- The Engines of Our Ingenuity，每日关于发明和创新故事的广播系列，每个报道长3.5分钟
- Only a Game，体育节目（2020年停播）
- Rough Cuts，鼓励其他人创办新广播节目的播客和部落格
- State of the Re:Union
- StoryCorps，历史口述记录（自制）

#### 音乐
- From the Top，8到18岁的年轻古典音乐音乐家表演节目
- JazzSet
- Metropolis，电子音乐节目
- Mountain Stage
- Piano Jazz
- World Cafe，两小时的音乐节目，包括播放录音、采访和在节目现场的表演

## 争议
在全国公共广播电台的历史中不同事件和题目导致各种争议。

### 指控有意识形态倾向
全国公共广播电台即被指责有自由主义倾向又被指责有保守倾向。加利福尼亚大学洛杉矶分校和密苏里大学对晨间新闻的分析认为它有自由主义倾向，而全国公共广播电台也被批评节目中过度依靠保守派智庫的意见。一名从1998年到2002年在全国公共广播电台工作的播音主持指责全国公共广播电台的五角大楼报告“只不过是五角大楼新闻发布”。全国公共广播电台的监察员说全国公共广播电台对以巴冲突的双方指责有倾向性。一名德克萨斯大学新闻业教授批评全国公共广播电台在报道反对伊拉克战争的抗议时采取了支持战争的观点。2020年大选期间全国公共广播电台拒绝报道纽约邮报关于拜登儿子的争议的事件，电台评论说：“我们不想浪费时间讨论我们认为不是事件的事件，我们不想浪费我们的听众的时间讨论分散精力的东西……”

### 《死囚即时》评论
1994年全国公共广播电台打算在《万事皆晓》中播送一系列穆米亚·阿布-贾马尔制作的3分钟评论。阿布-贾马尔是一名记者，在一场有争议的法庭判决中被判谋杀一名费城警察。警察工会和美国国会议员表示反对后全国公共广播电台决定不播放这个节目。

### 委婉表达“拷打”
2009年全国公共广播电台禁止布什政府使用拷打事件中使用“拷打”这个词。这个决定受争议。全国公共广播电台的监察员则认为“把坐水凳称呼为拷打等于采取一方的立场”。一名伯克利教授说事实上除了被他称为“没有骨气的美国媒体”世界上所有媒体都称这个手段为拷打。葛倫·葛林華德在一篇批评全国公共广播电台和其它美国媒体美化拷打的文章里讨论被他称为使得“美国新闻业腐败”的问题：
媒体主动协助政府有系统地设立一个拷打政策，但是却不这么说，这是这样一个拷打政策能够存在这么长事件的主要原因之一。我们一流的媒体机构至今坚持不把布什政府的作为称为“拷打”——即使已经有上百被关押者死亡；即使一名高级布什官员在描述在关塔那摩发生的事件时使用这个词；即使这些媒体机构在描述其它国家发生的同样的事件时经常使用“拷打”这个词——这一切显示了现代记者的思考方式。

### 胡安·威廉斯的评论导致的风波
2010年10月20日全国公共广播电台解除与资深新闻分析人胡安·威廉斯的合同，此前威廉斯发表了一系列评论，最后在福斯新聞頻道上评论穆斯林头巾以及说他在戴这样头巾的妇女身边感到不舒服等等的言论。在被解雇前威廉斯没有获得一个当面谈话的机会。据《华盛顿邮报》报道这件事导致当时的全国公共广播电台最高新闻经理受批评。2011年1月4日他被告知要么他自动辞职，要么他将被解雇。2011年1月6日全国公共广播电台宣布他辞职。

### 罗纳德·席勒事件
2011年3月保守派政治活动家设局与当时已经要离职的全国公共广播电台高级募捐副总裁罗纳德·席勒密会，并把密会的内容秘密录音。席勒在密会录音中贬损“当时的共和党，尤其茶党运动”。此外他还对巴勒斯坦以及全国公共广播电台的财政做了有争议的评论。全国公共广播电台发表声明不同意席勒的意见。当时的全国公共广播电台总裁也因此以及因为此前胡安·威廉斯被解雇的事件辞职。

### 7月4日朗诵独立宣言
1988和2021年间全国公共广播电台每年通过广播朗诵1776年美國獨立宣言。从2017年开始全国公共广播电台还使用Twitter作为发布朗诵的媒体。2017年7月4日这100多条短信息遭到强烈反对。一些唐納·川普的支持者误将原文中批评喬治三世的文字当作是批评川普的。这些短信息被称为“垃圾”和左翼宣传、纵容暴力和呼吁革命。2022年7月4日每年播放独立宣言的传统被停止。

### 性骚扰
2017年10月有人诉讼从2015年任资深新闻副总监和总编辑的迈克尔·奥雷斯克斯性骚扰。一些指责是奥雷斯克斯1990年代里在纽约时报时发生的，一些则是他在全国公共广播电台时期的事。《华盛顿邮报》发表《纽约时报》的报告后全国公共广播电台让奥雷斯克斯停职，次日他辞职。CNN记者报道全国公共广播电台的职工对电台对奥雷斯克斯的处理方法不满，要求外部调查，并指责奥雷斯克斯滥用他的职位与年轻妇女接触，毒害新闻编辑室的气氛。

## 发表
Source:
- The NPR Guide to Building a Classical CD Collection by Ted Libbey (1994) ISBN 156305051X
- The NPR Classical Music Companion: An Essential Guide for Enlightened Listening by Miles Hoffman (1997) ISBN 0618619453
- The NPR Classical Music Companion: Terms and Concepts from A to Z by Miles Hoffman (1997) ISBN 0395707420
- The NPR Curious Listener's Guide to Classical Music by Tim Smith (2002) ISBN 0399527958
- The NPR Curious Listener's Guide to Jazz by Loren Schoenberg (2002) ISBN 039952794X
- The NPR Curious Listener's Guide to Opera by William Berger (2002) ISBN 0399527435
- The NPR Curious Listener's Guide to Popular Standards by Max Morath (2002) ISBN 0399527443
- The NPR Curious Listener's Guide To American Folk Music by Kip Lornell (2004) ISBN 0399530339
- The NPR Curious Listener's Guide to World Music by Chris Nickson (2004) ISBN 0399530320
- The NPR Curious Listener's Guide To Blues by David Evans (2005) ISBN 039953072X
- The NPR Curious Listener's Guide to Celtic Music by Fiona Ritchie (2005) ISBN 0399530711
- The NPR Listener's Encyclopedia of Classical Music by Ted Libbey (2006) ISBN 0761120726

## 书籍
- James T. Bennett. 2021. The History and Politics of Public Radio; A Comprehensive Analysis of Taxpayer-Financed US Broadcasting （页面存档备份，存于）. Springer.
- Gibson, George H. Public Broadcasting: The Role of the Federal Government, 1919–1976 (Praeger Publishers, 1977). ISBN 9780030228315. OCLC 3167293.

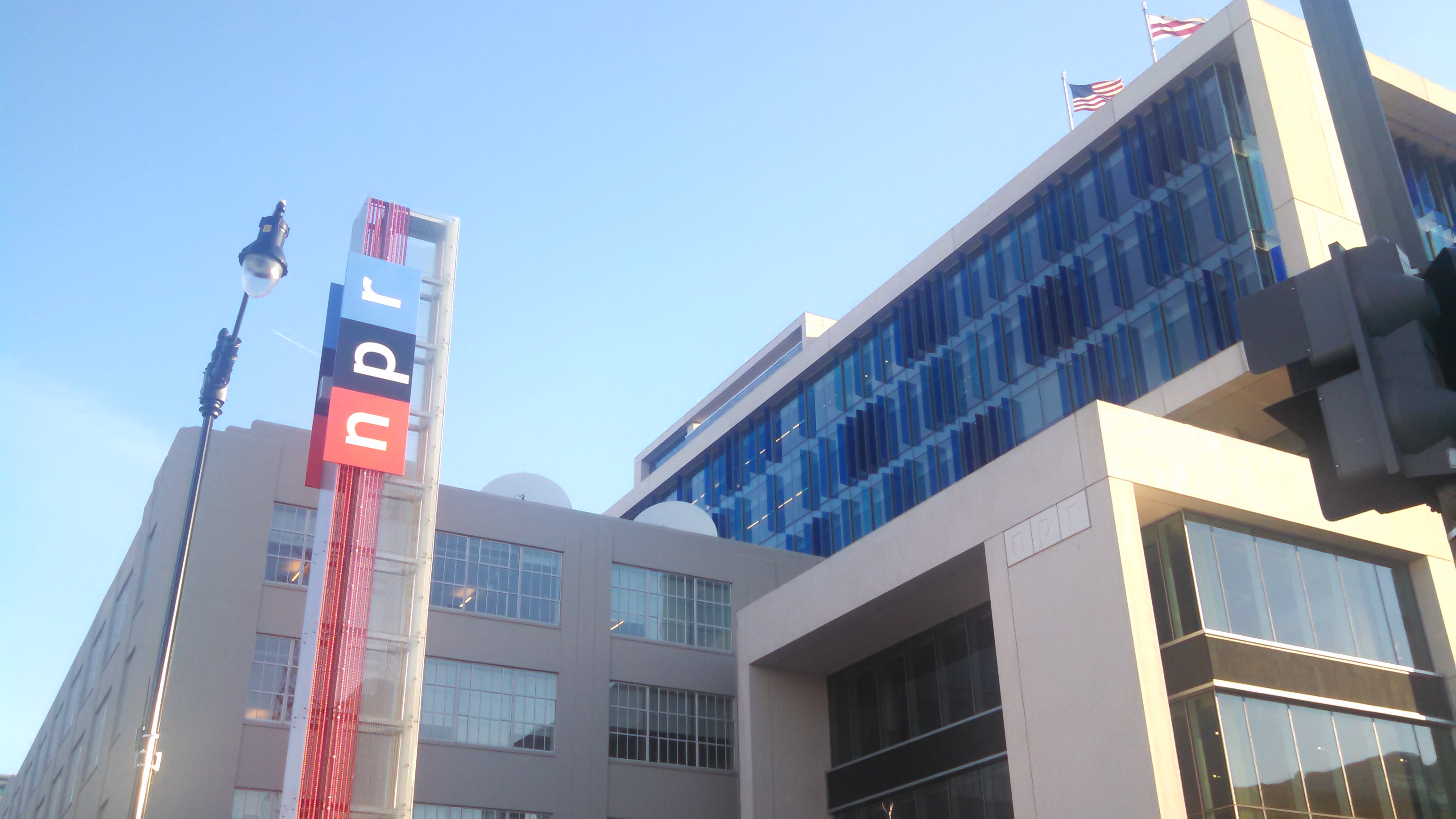
位於華府北國會街1111號的NPR總部

- McCauley, Michael P. NPR: The Trials and Triumphs of National Public Radio (Columbia University Press, 2005). ISBN 9780231121606. OCLC 937175101.
- Magee, Sara. "All Things Considered: A Content Analysis of National Public Radio's Flagship News Magazine from 1999–2009" （页面存档备份，存于）. Journal of Radio & Audio Media (2013) 20#2 pp. 236–250.